# Arenoturrispirillina
Arenoturrispirillina es un género de foraminífero bentónico de la subfamilia Ammodiscinae, de la familia Ammodiscidae, de la superfamilia Ammodiscoidea, del suborden Ammodiscina y del orden Astrorhizida. Su especie-tipo es Arenoturrispirillina aptica. Su rango cronoestratigráfico abarca desde el Calloviense (Jurásico medio) hasta la Actualidad.

## Discusión
Clasificaciones previas incluían Arenoturrispirillina en el suborden Textulariina del orden Textulariida.

## Clasificación
Arenoturrispirillina incluye a las siguientes especies:
- Arenoturrispirillina aptica
- Arenoturrispirillina cacumensis
- Arenoturrispirillina intermedia
- Arenoturrispirillina jeletzkyi
- Arenoturrispirillina micra
- Arenoturrispirillina tunisiana
- Arenoturrispirillina waltoni